# حبیب‌الله فضائلی

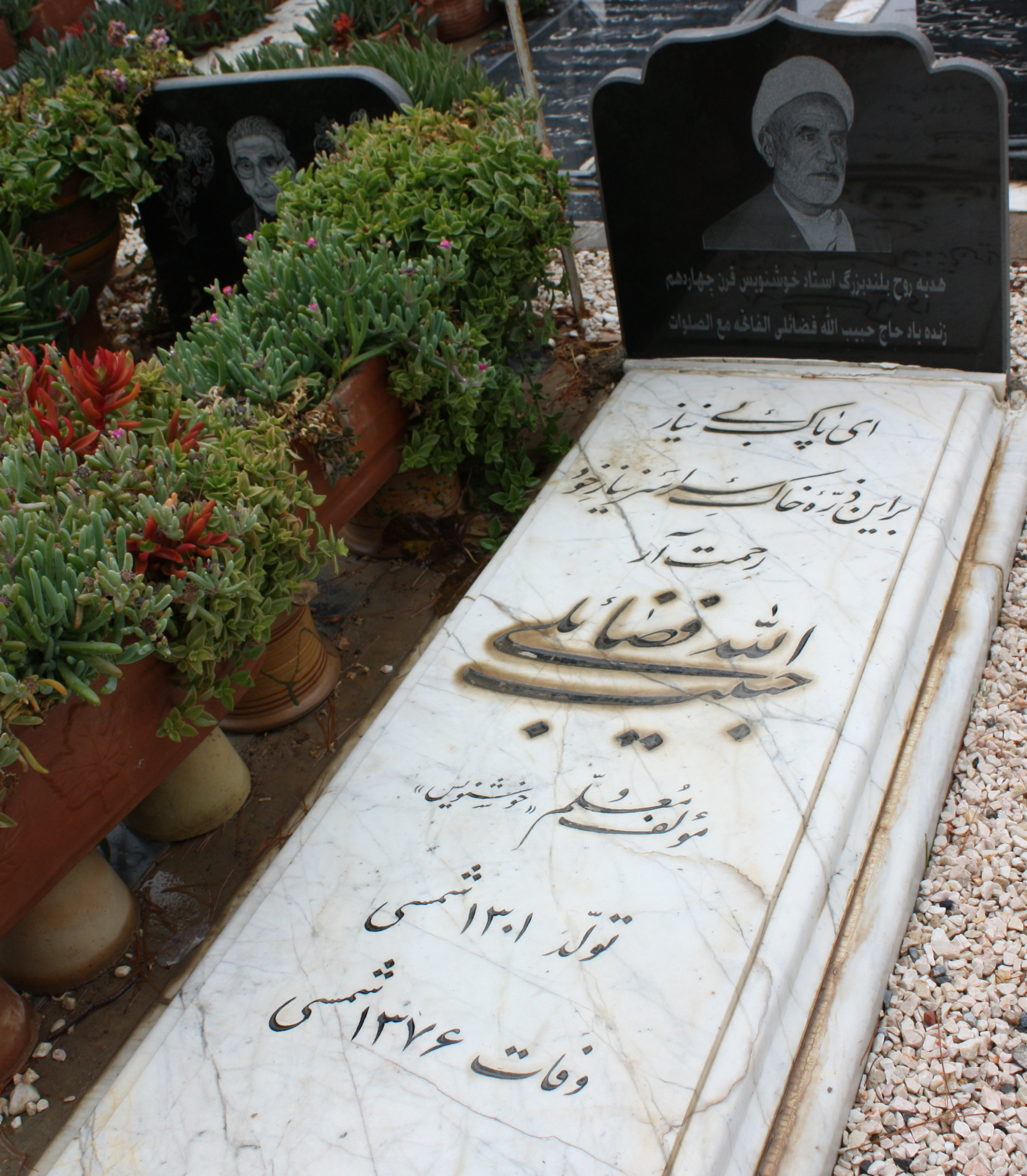
قبر فضائلی در باغ رضوان اصفهان

نمونه خط استاد فضائلی

حبیب‌الله فضائلی (۱۲ اردیبهشت ۱۳۰۱ – ۱۳ آبان ۱۳۷۶) فرزند محمد ابراهیم، خوشنویس، محقق و مؤلف معاصر بود. فضائلی کتاب‌های اطلس خط و تعلیم خط را تألیف کرده که هردو از مهم‌ترین منابع فارسی با موضوع خط و خوشنویسی است.
حبیب‌الله فضائلی، زاده ولایت خوش‌آب‌وهوایی بود که کسب‌وکارشان کشاورزی بود و دامداری؛ اما او به دنبال گم‌شده‌ای بود که گذرش را به اصفهان انداخت تا اندوخته‌ای به وسعت معلمی و خوش‌نویسی و طلبگی کسب کند و مسیر عشق و علاقه‌ای از جنس دین و دانش و منش فروتنی در پیش گیرد. او که از سمیرم به اصفهان کوچیده بود، مشغول تحصیل معارف دین شد و اندک زمانی بعد به کسب علوم جدید روی آورد و همانند و هماوردی در نگارش انواع خطوط اسلامی نداشت.
کتاب «تجلی فضائل» دربارهٔ زندگی فضائلی حاوی نکته‌ها و نوشته‌ها و اشاره‌هایی است که نشان از اهتمام او به هنری دارد که عمر و زمانه‌اش را صرف آن کرد و سالیان سال در امتداد اعتلای آن کوشید.
او در سال ۱۳۰۱ در سمیرم در خانواده‌ای روحانی و خوشنویس متولد شد، پس از چند سال رهسپار اصفهان و مشغول به تحصیل علوم دینی شد و پس از آن به تحصیل علوم جدید پرداخت. در سال ۱۳۴۰ موفق به اخذ مدرک لیسانس از دانشگاه اصفهان در رشته ادبیات فارسی گردید. فضایلی از معدود خوشنویسانی بود که در نگارش انواع خطوط اسلامی به ویژه نسخ و ثلث مهارت داشت.
وی در ۱۳۴۸ شعبهٔ انجمن خوشنویسان ایران در اصفهان را تأسیس کرد و سرپرستی آن را به عهده گرفت.
از فعالیت‌های مهم او می‌توان به این نمونه‌ها اشاره کرد:
- تدریس و تعلیم هنر خوشنویسی در دبیرستانهای و هنرستان هنرهای زیبای اصفهان

- برگزاری نمایشگاه‌های خط در داخل و خارج کشور
- سرپرستی انجمن خوشنویسان اصفهان
- عضویت در خانه هنرمندان اصفهان
- عضویت در شورای عالی انجمن خوشنویسان ایران
- نوشتن کتیبه‌های مختلف در عتبات و سوریه و برخی مساجد و حسینه‌های اصفهان، شیراز، اهواز و تهران.

حبیب‌الله فضائلی در سال ۱۳۷۶ در اصفهان درگذشت و در قطعه هنرمندان باغ رضوان به خاک سپرده شد.
فضائلی که بعد از انقلاب سرپرست انجمن خوش‌نویسان اصفهان بود، بیش از شصت دیدار با سید روح‌الله خمینی داشت و در یکی از دیدارهای خود در سال ۱۳۶۰ قاب خط نفیسی را به او تقدیم کرد. این مصراع را سرود که «امام خطم و هستم مرید خط امام». مرید و مرادی او با خمینی و علم دین و خوش‌نویسی اما از او چهره‌ای دیگر ساخته بود؛ تا جایی که «شمس‌الدین ابوالوفا حسینی» از استادان دانشگاه اصفهان شیخ خوش‌نویس سمیرمی را از سه منظر معرفی کرده است که فضائلی محقق، فضائلی خوش‌نویس و فضائلی معلم هر سه در حبیب خطه خط جمع شده و تبحر او را به تمامی رسانده است.
فضائلی که در سال ۶۶ وارد دانشگاه اصفهان شد، نخستین معلم هر هنرمندی را استعداد خدادادی او می‌داند؛ چراکه هم او با دیدن گنبدها و کتیبه‌ها و نقش و نگارهای فیروزفام اصفهان، به ذوق و شوق‌خطی خود پی می‌برد و تا اعلادرجه خوش‌نویسی و کتیبه‌نگاری پیش می‌رود. او هنرمندانه خط می‌‎نویسد و هم‌زمان گنجینه داشته‌های خود را به کتابت می‌رساند؛ کتاب‌ها و مجموعه‌های ارزشمند و ماندگاری همچون اطلس خط، تعلیم خط و بوستان هنر خط را به نگارش درمی‌آورد.
مهدی فرزند فضائلی از اعضای مرتبط با دفتر رهبر جمهوری اسلامی ایران است و سمت هایی چون مدیرعاملی خبرگزاری فارس و انتشارات سروش را برعهده داشته است.

## آثار
از آثار این روحانی محقق در خطوط اسلامی و کاتب قرآن، کتابت کامل قرآن به خط نسخ و همچنین کتیبه‌ای در ضریح حرم امام رضا است که بر روی صفحاتی از طلا، سوره یس به خط ثلث تحریر شده است.

## تألیفات
فضایلی طی سال‌ها تحقیق، دو جلد کتاب تألیف کرد که هردو از کتب مرجع مهم در زمینه خوشنویسی به‌شمار می‌آیند:
- کتاب اطلس خط (۱۳۵۰) که در واقع دانشنامهٔ خوشنویسی و شرح کاملی از تاریخ، شیوه‌ها و مشاهیر خوشنویسی است.
- کتاب تعلیم خط (۱۳۵۵) که آموزش کامل انواع شیوه‌های خوشنویسی و ابزارهای لازم برای این هنر را معرفی می‌کند.

#### آثار دیگر
- مرد آفرین روزگار (زندگی حضرت زینب)٬ کتاب اصحاب رس، کتاب تفسیر آیه نور و کتابت گنجینه الاسرار (دیوان عمان سامانی) از دیگر آثار بجا مانده از اوست.
- کتاب «بوستان هنر خط» که مجموعه‌ای نفیس از انواع خطوط اسلامی به خط حبیب‌الله فضائلی است.
- از  فضائلی دیوان شعری نیز برجا مانده که هنوز به چاپ نرسیده است.

## شاگردان
جمعی از اساتید معاصر خوشنویسی از شاگردان او بوده‌اند از آن جمله: شمس الدین ابوالوفا حسینی، سیّد علی ظهیرالاسلام، غلامرضا وکیلی، عباس قناعت، مهدی کریمی، محمدعلی شادمان، مهدی عطریان و علی فرزانه.